# Oenopota granitica
Oenopota granitica är en snäckart som först beskrevs av Dall 1919.  Oenopota granitica ingår i släktet Oenopota och familjen kägelsnäckor. Inga underarter finns listade i Catalogue of Life.